# Riccardo Stacchini
Riccardo Stacchini (Borgo Maggiore, 29 ottobre 1965) è un ex sciatore alpino sammarinese.

## Biografia
Stacchini disputò le sue uniche gare internazionali ai XV Giochi olimpici invernali di Calgary 1988, dove tuttavia non completò il supergigante e lo slalom gigante e non prese il via nello slalom speciale; non ottenne piazzamenti in Coppa del Mondo o ai Campionati mondiali.